# Баннерджи, Пурма
Пурма К. Баннерджи (англ. Purma C. Bannerjee; 1897, Калькутта — неизвестно) — индийский легкоатлет, выступавший в беге на короткие и средние дистанции. Участник летних Олимпийских игр 1920 года.

## Биография
Пурма Баннерджи родился в 1897 году в индийском городе Калькутта.
В 1920 году вошёл в состав сборной Индии на летних Олимпийских играх в Антверпене. В 1/8 финала бега на 100 метров занял последнее, 5-е место. В 1/8 финала бега на 400 метров занял последнее, 4-е место, показав результат 53,1 секунды и уступив 1,2 секунды попавшему в четвертьфинал со 2-го места Хеку Филлипсу из Канады. Был знаменосцем сборной Индии на церемонии открытия Олимпиады.
О дальнейшей жизни данных нет.